# Indonesische parlementsverkiezingen 1982
De parlementsverkiezingen in Indonesië in 1982 waren verkiezingen in Indonesië voor de Volksvertegenwoordigingsraad. Zij vonden plaats op 4 mei 1982. Naast de Golkar-beweging van president Soeharto werden door het regime alleen de oppositiepartijen Verenigde Ontwikkelingspartij (PPP) en Indonesische Democratische Partij (PDI) toegelaten. Zoals alle verkiezingen in de periode van Soeharto's Nieuwe Orde tussen 1966 en 1998 won Golkar de verkiezingen met een ruime meerderheid.

## Uitslagen
| Partij | Partij                                  | Stemmen    | Percentage | Zetels | +/- |
| ------ | --------------------------------------- | ---------- | ---------- | ------ | --- |
|        | Golkar                                  | 48.334.724 | 64,34      | 242    | 10  |
|        | Verenigde Ontwikkelingspartij (PPP)     | 20.871.880 | 27,78      | 94     | 5   |
|        | Indonesische Democratische Partij (PDI) | 5.919.702  | 7,88       | 24     | 5   |